# 中国农工民主党宁夏回族自治区委员会
中国农工民主党宁夏回族自治区委员会，简称农工党宁夏区委会、农工党宁夏回族自治区委、宁夏农工党，是中国农工民主党在宁夏回族自治区的地方组织。